# سئو هاجین
سئو هاجین (Seo Hajin) Hangul: 서하진)، متولد ۱۹۶۰، نویسنده کره جنوبی است.

## زندگی
سئو هاجین در سال ۱۹۶۰ در یئونگ چئون، استان گیونگ سانگ شمالی در کره به دنیا آمد. سئو که نامش Seo Deoksun است، با نام مستعار سئو هاجین می‌نویسد.
سئو در ژورنال Hyeondae Munhak (ادبیات معاصر) در سال ۱۹۹۴ با داستان کوتاه A Shadow Outing کار خود را شروع کرد.
سئو تلاش کرده‌است تا میل زنانه را توضیح دهد و ماهیت مردسالارانه جامعه کره و آداب و رسوم آن را به چالش بکشد.
نوشته‌های سئو دارای توصیفات روان‌شناختی ظریف و ادبی است.

## آثار در ترجمه
- Hong Gildong (۲۰۰۷) (دو داستان کوتاه "Hong Gildong" و "هیزم شکن و پوره")شابک ‎۹۷۸–۸۹۸۸۰۹۵۹۱۱
- یک خانواده خوب (۲۰۰۸) (هشت داستان کوتاه)شابک ‎۹۷۸–۱۶۲۸۹۷۱۱۸۷

## به زبان کره ای
مجموعه داستان‌های کوتاه
- مردی که کتاب‌های ما را می‌خواند (۱۹۹۶)
- رایحه اسطوخودوس (۲۰۰۰)
- راز (۲۰۰۴)
- قایق بادبانی (۲۰۰۶)
- خانواده خوب (۲۰۰۹)

رمان
- آیا باید دوباره به تو بگویم دوستت دارم؟ (۲۰۰۵)

## جوایز
- دهمین جایزه ادبی HMS در سال ۲۰۰۴ برای مجموعه داستان کوتاه راز
- جایزه ادبی کیم جون سونگ در سال ۲۰۰۹ با داستان کوتاهش "تو کی هستی؟"